# Lista de atores dos filmes dos X-Men
A seguir uma lista de membros do elenco que interpretaram personagens que aparecem na série de filmes X-Men, com base nas revistas em quadrinhos de mesmo nome. Hugh Jackman apareceu nos primeiros sete filmes: ele interpretou James "Logan" Howlett / Wolverine na trilogia original (X-Men, X-Men 2 e X-Men: O Confronto Final) e reprisou seu papel nos filmes prequels X-Men Origens: Wolverine e X-Men: First Class, o último sendo um cameo. Ele novamente estrelou The Wolverine e X-Men: Dias de um Futuro Esquecido. Ele apareceu em foto fotográfica em Deadpool e reprisou seu papel como Wolverine em X-Men: Apocalypse e um último filme solo do Wolverine, Logan. Patrick Stewart, Ian McKellen, Famke Janssen, Halle Berry, Anna Paquin, James Marsden e Shawn Ashmore também apareceram na trilogia original e Days of Future Past, com Stewart também fazendo uma aparição em Origins: Wolverine e The Wolverine e Janssen e McKellen em The Wolverine. Rebecca Romijn também apareceu na trilogia original e fez uma aparição em First Class.

## Elenco e personagens
- A lista abaixo é ordenada pelos nomes das personagens em ordem alfabética a contar pelo sobrenome independentemente da relevância desta no universo fictício. O eventual título ou cargo da personagem aparece em menor tamanho acima do nome. O alter ego da personagem aparece em menor tamanho abaixo do nome.

|                                          | Filmes                     | Filmes                | Filmes                    | Filmes                     | Filmes                                         | Filmes             | Filmes                                          | Filmes          | Filmes                           | Filmes          | Filmes          | Filmes             | Filmes            | Filmes               |
| Personagem                               | X-Men                      | X-Men 2               | X-Men: O Confronto Final  | X-Men Origens: Wolverine   | X-Men: Primeira Classe                         | Wolverine: Imortal | X-Men: Dias de um Futuro Esquecido              | Deadpool        | X-Men: Apocalipse                | Logan           | Deadpool 2      | Fênix Negra        | Os Novos Mutantes | Deadpool & Wolverine |
| ---------------------------------------- | -------------------------- | --------------------- | ------------------------- | -------------------------- | ---------------------------------------------- | ------------------ | ----------------------------------------------- | --------------- | -------------------------------- | --------------- | --------------- | ------------------ | ----------------- | -------------------- |
| John Allerdyce Pyro                      | Alexander BurtonC          | Aaron Stanford        | Aaron Stanford            |                            |                                                |                    |                                                 |                 |                                  |                 |                 |                    |                   | Aaron Stanford       |
| Betsy Braddock Psylocke                  |                            |                       | Meiling Melançon          |                            |                                                |                    |                                                 |                 | Olivia Munn                      |                 |                 |                    |                   | Ayesha Hussain       |
| Raven Darkhölme Mística                  | Rebecca Romijn             | Rebecca Romijn        | Rebecca Romijn            |                            | Jennifer Lawrence Morgan LilyJ Rebecca RomijnV |                    | Jennifer Lawrence Morgan LilyJA                 |                 | Jennifer Lawrence                |                 |                 | Jennifer Lawrence  |                   |                      |
| Bobby Drake Homem de Gelo                | Shawn Ashmore              | Shawn Ashmore         | Shawn Ashmore             |                            |                                                |                    | Shawn Ashmore                                   |                 |                                  |                 |                 |                    |                   |                      |
| Jean Grey Fênix                          | Famke Janssen              | Famke Janssen         | Famke Janssen Haley RammJ |                            |                                                | Famke Janssen      | Famke JanssenC                                  |                 | Sophie Turner                    |                 |                 | Sophie Turner      |                   |                      |
| James Howlett / Logan Wolverine / Arma X | Hugh Jackman               | Hugh Jackman          | Hugh Jackman              | Hugh Jackman Troye SivanJ  | Hugh JackmanNC                                 | Hugh Jackman       | Hugh Jackman                                    |                 | Hugh JackmanNC                   | Hugh Jackman    | Hugh JackmanA   |                    |                   | Hugh Jackman         |
| Jubilation Lee Jubileu                   | Katrina FlorenceC          | Kea WongC             | Kea WongC                 |                            |                                                |                    |                                                 |                 | Lana Condor                      |                 |                 |                    |                   |                      |
| Erik Lehnsherr Magneto                   | Ian McKellen Brett MorrisJ | Ian McKellen          | Ian McKellen              |                            | Michael Fassbender Bill MilnerJ                | Ian McKellenNC     | Ian McKellen                                    |                 | Michael Fassbender Bill MilnerJA |                 |                 | Michael Fassbender |                   |                      |
| Moira MacTaggert                         |                            |                       | Olivia Williams           |                            | Rose Byrne                                     |                    |                                                 |                 | Rose Byrne                       |                 |                 |                    |                   |                      |
| Marie D'Acanto Vampira                   | Anna Paquin                | Anna Paquin           | Anna Paquin               |                            |                                                |                    | Anna Paquin                                     |                 |                                  |                 |                 |                    |                   |                      |
| Cain Marko Fanático                      |                            |                       | Vinnie Jones              |                            |                                                |                    |                                                 |                 |                                  |                 | Ryan Reynolds V |                    |                   | Aaron W. Reed        |
| Peter Maximoff Mercúrio                  |                            |                       |                           |                            |                                                |                    | Evan Peters                                     |                 | Evan Peters                      |                 | Evan PetersC    | Evan Peters        |                   |                      |
| Henry "Hank" McCoy Fera                  |                            | Steve BacicC          | Kelsey Grammer            |                            | Nicholas Hoult                                 |                    | Nicholas Hoult Kelsey GrammerC                  |                 | Nicholas Hoult                   |                 | Nicholas HoultC | Nicholas Hoult     |                   |                      |
| Ororo Munroe Tempestade                  | Halle Berry                | Halle Berry           | Halle Berry               |                            |                                                |                    | Halle Berry                                     |                 | Alexandra Shipp                  |                 |                 | Alexandra Shipp    |                   |                      |
| Kitty Pryde                              | Sumela KayC                | Katie StuartC         | Elliot Page               |                            |                                                |                    | Elliot Page                                     |                 |                                  |                 |                 |                    |                   |                      |
| Piotr "Peter" Rasputin Colossus          | Donald MackinnonC          | Daniel Cudmore        | Daniel Cudmore            |                            |                                                |                    | Daniel Cudmore                                  | Stefan KapičićV |                                  |                 | Stefan KapičićV |                    |                   | Stefan KapičićV      |
| William Stryker                          |                            | Brian Cox Brad LoreeJ |                           | Danny Huston               |                                                |                    | Josh Helman Brian CoxAV                         |                 | Josh Helman                      |                 |                 |                    |                   |                      |
| Alexander "Alex" Summers Destrutor       |                            |                       |                           |                            | Lucas Till                                     |                    | Lucas Till                                      |                 | Lucas Till                       |                 |                 |                    |                   |                      |
| Scott Summers Ciclope                    | James Marsden              | James Marsden         | James Marsden             | Tim Pocock                 |                                                |                    | James MarsdenC                                  |                 | Tye Sheridan                     |                 |                 | Tye Sheridan       |                   |                      |
| Kurt Wagner Noturno                      |                            | Alan Cumming          |                           |                            |                                                |                    |                                                 |                 | Kodi Smit-McPhee                 |                 |                 | Kodi Smit-McPhee   |                   |                      |
| Wade Wilson Deadpool                     |                            |                       |                           | Ryan Reynolds Scott Adkins |                                                |                    |                                                 | Ryan Reynolds   |                                  |                 | Ryan Reynolds   |                    |                   | Ryan Reynolds        |
| Charles Xavier Professor X               | Patrick Stewart            | Patrick Stewart       | Patrick Stewart           | Patrick StewartC           | James McAvoy Laurence BelcherJ                 | Patrick StewartNC  | Patrick Stewart James McAvoy Laurence BelcherJA |                 | James McAvoy                     | Patrick Stewart | James McAvoyC   | James McAvoy       |                   |                      |

A  Não é especificado se a personagem de X-Men Origins: Wolverine - creditada como "Irmã de Kayla/Emma" - é a mesma personagem de X-Men: First Class - referida pelo nome completo "Emma Frost". Em Wolverine, passado nos anos 80, Emma é adolescente e transforma seu corpo em diamante. Em First Class, nos anos 60, Emma Frost é adulta e tem também poderes psíquicos.
B  Em X-Men: O Confronto Final o personagem de Bill Duke é conhecido apenas como Trask, diferente da versão de Peter Dinklage em Dias de um Futuro Esquecido, que é chamado pelo nome completo Bolivar Trask.